# Kaarma
Kaarma is een plaats op het Estische eiland Saaremaa, behorend tot de gelijknamige provincie en de gelijknamige gemeente. De plaats heeft de status van dorp (Estisch: küla).
Tot 13 december 2014 was Kaarma het naamgevende dorp van een afzonderlijke landgemeente (Kaarma vald), die in 2013 4448 inwoners telde en een oppervlakte had van 391,5 km². De gemeente werd bestuurd vanuit de provinciehoofdstad Kuressaare en omvatte ook het eiland Abruka. Na het samengaan met Kärla en Lümanda behoorde Kaarma tot de fusiegemeente Lääne-Saare. Die gemeente ging op haar beurt in oktober 2017 op in de nieuwe fusiegemeente Saaremaa.

## Bevolking
Het dorp had 91 inwoners op 31 december 2011 en 72 inwoners op 31 december 2021.

## Ligging
Kaarma ligt aan de Tugimaantee 79, de secundaire weg van Upa naar Leisi.

## Geschiedenis
In de omgeving van Kaarma zijn de resten van een vroegmiddeleeuwse burcht gevonden, de Kaarma maalinn.
In de tweede helft van de 13e eeuw werd bij Kaarma een weerkerk gebouwd, de kerk van Petrus en Paulus. Zowel de restanten van de burcht als de kerk bevinden zich nu op het grondgebied van het buurdorp Kaarma-Kirikuküla. Het dorp Kaarma bestond vermoedelijk al toen de kerk werd gebouwd.
In de 16e eeuw ontstond een landgoed Kaarma (Duits: Karmelhof). Het was lange tijd in handen van de familie von Güldenstubbe. Het landhuis, dat in het dorp Asuküla staat, is sinds de Tweede Wereldoorlog een ruïne. Het dorp Kaarma lag ten zuiden van het landgoed.
In 1977 werden Kaarma, Uduvere en een deel van Väljaküla samengevoegd. In 1997 werden Kaarma en Uduvere weer aparte dorpen.

## Geboren
- Viktor Kingissepp (1888-1922), oprichter van de Estische Communistische Partij

- Library of Congress Control Number: n2008060755
- Virtual International Authority File: 159672422